# ناوشکن کلاس آر (۱۹۱۶)
ناوشکن کلاس آر (۱۹۱۶) (به انگلیسی: R-class destroyer (1916)) یک کلاس از کشتی است که طول آن ۲۷۶ فوت (۸۴٫۱ متر) می‌باشد.